# Беннигсен, Адам Леонтьевич
Граф Адам (Адам Иоганн Казимир) Леонтьевич Беннигсен (нем. Adam Johann Kasimir Graf von Bennigsen; 10 ноября 1776, Нарва — 17 ноября 1816, Санкт-Петербург) — русский военачальник, граф Российской империи (29 декабря 1813 года), генерал-майор (21 декабря 1815 года).

## Биография
Родился 10 ноября 1776 года в Нарве. Происходил из старинного нижнесаксонского баронского рода. Сын Л. Л. Беннигсена.
Начал службу в Ганноверской армии, а 26 августа 1796 года перешёл на российскую службу с назначением в Острогожский легкоконный полк с чином ротмистра.
1 января 1797 года был определён в Павлоградский гусарский полк, сражался в Закавказье при захвате персидских владений до реки Кура.
В 1799 году в составе войск генерала А. М. Римского-Корсакова сражался в Швейцарии, отличился в сражении под Цюрихом.
22 мая 1805 года был переведён в Ахтырский гусарский полк, 9 апреля 1807 года — в лейб-гвардии Гусарский полк, с которым участвовал в кампании 1807 года против французов в Восточной Пруссии, отличился в сражениях при Остроленке и под Гейльсбергом.
С 27 октября 1810 года — полковник. С 22 мая 1812 года — командир сводного Гвардейского кавалерийского полка, составленного из запасных эскадронов. Участвовал в Отечественной войне 1812 года под командой генерала П. Х. Витгенштейна, отличился в сражении при Полоцке.
В кампанию 1813 года в составе Польской армии отличился в сражениях при Вольфсдорфе и Мелькау, где был контужен в затылок.
Неоднократно представлялся к званию генерал-майора, но получил его только при увольнении в отставку 21 декабря 1815 года.
Умер 17 ноября 1816 года в Санкт-Петербурге.

### Семья
- Жена — Виктория Станиславовна Шимборская.
- Дети — Леонтий Адамович (Левин Адам Константин), Карл Адамович (Карл Иоханн) и Александр Адамович (Александр Станислав) Беннигсены.

## Награды
- Награждён орденом Св. Георгия 4-й степени (№ 2688; 4 октября 1813) и золотой шпагой «За храбрость».
- Также награждён орденами Святой Анны 2-й степени (1807), Святого Владимира 3-й степени (1813), прусским орденом «За заслуги» (Pour le Mérite) и шведским орденом Меча.